# سیزده پدر آشوری

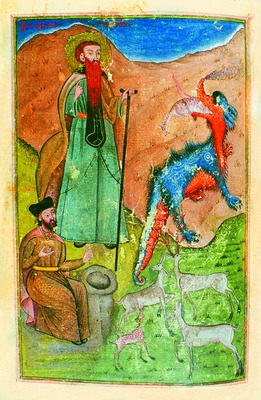
داوید گارجا، مینیاتور سدهٔ ۱۸ میلادی

سیزده پدر آشوری (گرجی: ათცამმეტი ასურელი მამანი)، به گفته سنت کلیسای ارتدکس گرجی، گروهی از راهبان و مبلغ مذهبی بودند که در سدهٔ ششم میلادی از میان رودان به گرجستان آمدند تا مسیحیت را نیرومند کنند. آن‌ها توسط تاریخ‌دانان کلیسای گرجی برای بنیان‌گذاری چندین صومعه و آغاز جنبش ریاضت‌طلبی در گرجستان اعتبار داده شده‌اند.
زندگی پدران آشوری در چرخه‌ای از متن‌های تاریخی به هم مرتبط است و فراتر از این منابع تأیید نشده‌است.
بسیاری از صومعه‌ها در گرجستان پس از پدران آشوری نام‌گذاری شده‌اند و گفته می‌شود که توسط آنها و شاگردان سرشمارشان بنیان‌گذاری و رهبری شده‌است. در سده‌های میانه، این نهادهای مذهبی در شکل‌دادن به هویت مسیحی گرجی نقش مهمی داشتند.
سنت مکتوب و شفاهی، از حدود ۱۹ راهب آشوری فعال در گرجستان در سدهٔ ششم میلدی نام ببرد و ظاهراً عدد «۱۳» نمادین است. دیدگاه امروزی پژوهشگران بر اینکه آیا این راهبان آشوری، گرج‌های آموخته‌شده توسط آشوریان یا مبلغان مذهبی و پناهنده از سوریه بودند در اختلاف است.

مکان‌هایی در ایبری که پدران در آنجا خدمت می‌کردند